# Pont Beatus-Rhenanus
Le pont Beatus-Rhenanus (en allemand : Beatus-Rhenanus-Brücke) est un pont pour tramway, piétons et vélos qui relie les villes de Strasbourg et de Kehl, en enjambant le Rhin. La ligne D du tramway de Strasbourg, exploitée par la Compagnie des transports strasbourgeois, emprunte cet ouvrage et relie les deux villes précitées.

## Le projet

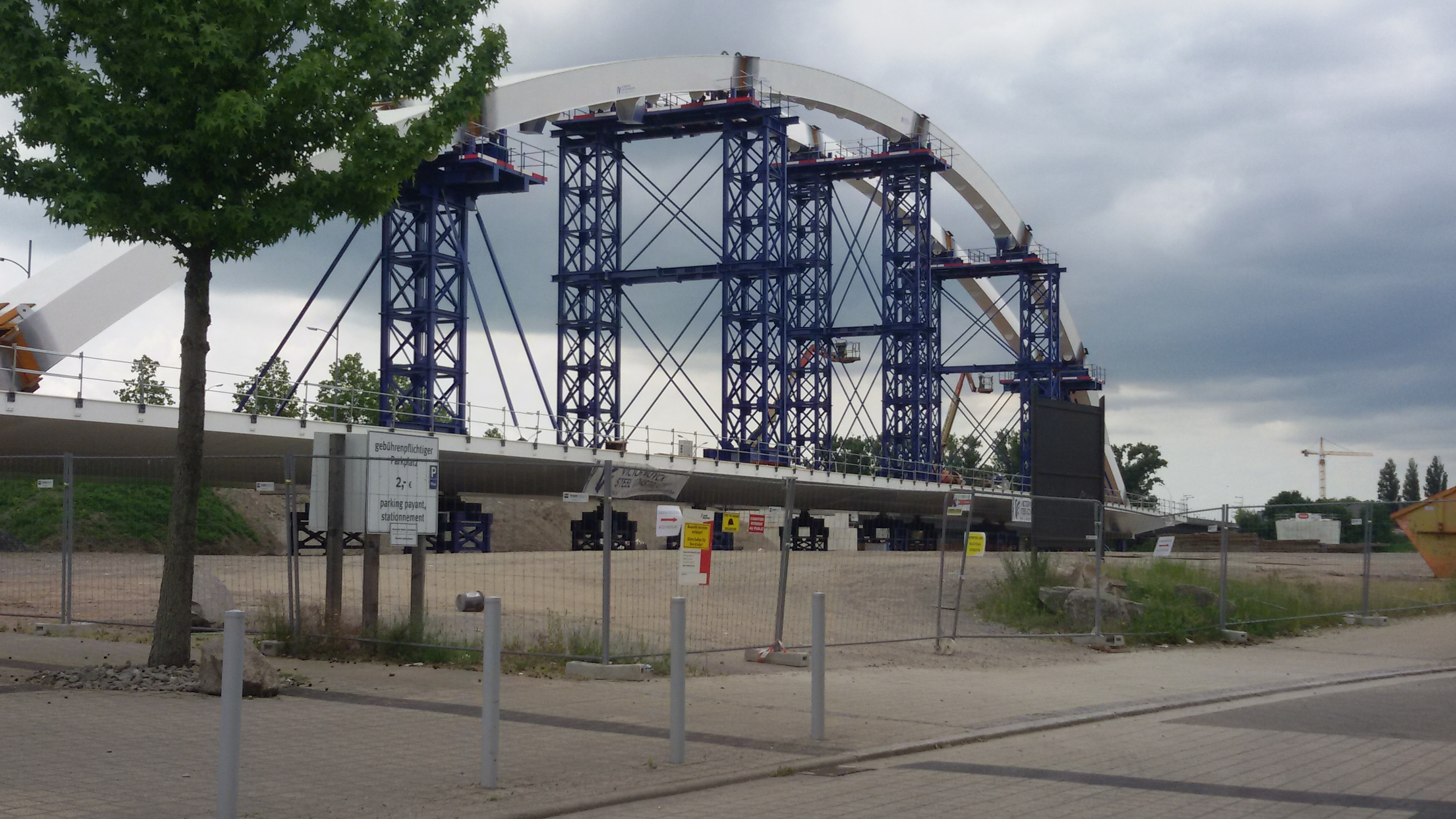
Le pont en construction.

Un jury franco-allemand décide de valider le 20 décembre 2012 le projet porté par le groupe français Bouygues (Bouygues TPRF - Victor Buyck Steel Construction - Früh Ingenieurbau - Lingenheld - Arcadis - Marc Barani). La transformation du pont de l'Europe voisin étant trop onéreuse et que le tramway n'aurait pu que rouler sur une seule voie, il fut décidé de construire un nouveau pont.
Les travaux de construction du pont ont débuté en avril 2014. Les deux tabliers constituant le pont, de 145 mètres chacun ont été assemblés en Belgique par la société Victor Buyck Steel Construction. Ils ont été livrés séparément en remontant le Rhin et montés dans l'ancienne cour des douanes côté allemand. Le second tablier put être positionné sur le piler central au milieu du fleuve le 18 décembre 2015 et monté sur la culée sur la rive allemande. Pour ce faire, le niveau du Rhin dut être corrigé par un barrage de régulation en amont. La connexion du pont a été actée en présence des maires de Strasbourg et de Kehl. Les premiers rails ont été posés en avril 2016 sur le pont. Les piétons, cyclistes et des draisines ont utilisé le nouveau pont lors d'une fête en septembre 2016. Le premier tram a franchi le pont pour la première fois lors d'une phase d'essais le 3 février 2017.
La CTS a prévu à partir d'avril 2017 de faire circuler la ligne D du tramway sur le nouveau pont, jusqu'à la Gare de Kehl (Kehl Bahnhof). Cette ligne roule jusqu'à présent jusqu'à l'arrêt Aristide Briand, dans le quartier strasbourgeois de Neudorf. Un prolongement est prévu fin 2018 jusqu'à la Mairie de Kehl (Kehl Rathaus).
Sur proposition des mairies de Strasbourg et de Kehl, le pont a été appelé du nom de l'humaniste alsacien Beatus Rhenanus. La plaque inaugurale du pont a été dévoilée le 28 avril 2017. 
Le pont a été construit sur un modèle en "Double Bowstring", c'est-à-dire en deux demis arc-de-cercle d'une hauteur de 20 mètres chacun qui reposent sur deux petits caissons en acier. Le pont est disposé comme ses deux voisins sur une pile centrale au milieu du Rhin.

## Histoire

### 1898 - 1920
Des trains tirés à cheval circulaient depuis 1878 entre Strasbourg et le pont de Kehl. Le premier pont routier moderne entre Strasbourg et Kehl fut inauguré en 1897. A peine un an plus tard, le 1er janvier 1898, le premier tramway à vapeur circulait sur ce pont qui fut électrifié le 14 mars de la même année. La ligne 1 de l'ancienne Strassburger Pferde-Eisenbahn Gesellschaft (pour Compagnie strasbourgeoise des chemins de fer à chevaux), devenue par la suite la CTS, circulait alors jusqu'au centre de Kehl. La liaison sur le Rhin fut vivement utilisée. C'est ainsi qu'en 1914 les centres-villes de Strasbourg et de Kehl étaient reliés par des tramways cadencés à hauteur de 10 minutes, de six heures à minuit. Sur la rive droite du Rhin, les arrêts étaient les suivants "Kehl Bahnhof (Kehl Gare)", "Friedenstrasse (rue de la Paix)", "Kasernenstrasse (rue des Casernes)", "Markplatz (place du Marché)" et "Kehl Dorf (Kehl-Village)". L'ancien terminus se situait à la hauteur de l'ancien restaurant "Wilder Mann (L'Homme sauvage)", au niveau de l'actuel bureau de poste.
A la fin de la première guerre mondiale, le Rhin constitue à nouveau une frontière entre la France et l'Allemagne. La liaison en tramway sera maintenue pendant une courte période.

### 1942 - 1944
Le tramway ne desservait du 15 août 1920 au 13 février 1941 que la partie française des rives du Rhin et avait donc son terminus au Port du Rhin.
Une liaison de tramway exista à nouveau durant une courte période entre Strasbourg et Kehl entre le mois de mai 1942 et le mois de novembre 1944, jusqu'à ce que la libération de Strasbourg et la destruction du pont du Rhin par les Alliés y mettent un terme.

### À partir de 2017
La ligne D du tramway de Strasbourg est prolongée vers l'Est à partir de fin avril 2017. La ligne roule dans un premier temps jusqu'à la Gare de Kehl (Kehl Bahnhof), et sera prolongée dans un second temps jusqu' à la Mairie de Kehl (Kehl Rathaus), avec une mise en service prévue pour fin 2018.
Le 28 avril 2017, le maire de Strasbourg, Roland Ries, et son homologue allemand de Kehl, Toni Vetrano, ont dévoilé ensemble la plaque inaugurale qui porte le nom du nouveau pont : Brücke-Pont Beatus-Rhenanus.